# Liste der portugiesischen Botschafter in Guinea
Die Liste der portugiesischen Botschafter in Guinea listet die Botschafter der Republik Portugal in Guinea auf. Die Länder unterhalten seit 1979 direkte diplomatische Beziehungen, die auf die Ankunft der Portugiesischen Entdeckungsreisenden im heutigen Guinea ab etwa 1445 zurückgehen.
Der erste Botschafter Portugals akkreditierte sich 1985 in der guineischen Hauptstadt Conakry. Eine eigene Botschaft eröffnete Portugal dort nicht, das Land gehört weiterhin zum Amtsbezirk des Portugiesischen Botschafters im Senegal, der sich dazu in Guinea zweitakkreditiert (Stand 2019).

## Missionschefs
| Name                                         | Bild   | Amtszeit  | Anmerkungen                                                              |
| Guinea                                       | Guinea | Guinea    | Guinea                                                                   |
| -------------------------------------------- | ------ | --------- | ------------------------------------------------------------------------ |
| Carlos Maria Moniz Tavares de Matos Taquenho |        | ab 1985   | Botschafter mit Amtssitz Dakar, am 19. März 1985 in Conakry akkreditiert |
| Fernando Pinto dos Santos                    |        | ab 1989   | Botschafter mit Amtssitz Dakar                                           |
| Jorge Raúl da Silva Preto                    |        | ab 1994   | Botschafter mit Amtssitz Dakar                                           |
| João Luís Niza Pinheiro                      |        | ab 1999   | Botschafter mit Amtssitz Dakar                                           |
| António Augusto Montenegro Vieira Cardoso    |        | ab 2005   | Botschafter mit Amtssitz Dakar                                           |
| Rui Alberto Manupella Tereno                 |        | ab 2009   | Botschafter mit Amtssitz Dakar                                           |
| Paulo Jorge Pedreira do Nascimento           |        | ab 2014   | Botschafter mit Amtssitz Dakar                                           |
| Vítor Paulo da Costa Sereno                  |        | seit 2018 | Botschafter mit Amtssitz Dakar                                           |